# Julianne Moore
Julianne Moore, egentligen Julie Anne Smith, född 3 december 1960 i Fayetteville, North Carolina, är en amerikansk skådespelare och barnboksförfattare.

## Biografi
Moores far var militärjurist, helikopterpilot och arméöverste. Hennes mor, Anna Love, kom från Skottland. Under uppväxten bodde hon på flera olika platser i USA och i Tyskland. Hon avlade examen vid College of Fine Arts vid Boston University.
1983 flyttade hon till New York och arbetade som servitris och skådespelerska i småroller innan hon fick den dubbla rollen som Frannie och Sabrina Hughes i såpoperan As the World Turns. Hon spelade rollerna mellan 1985 och 1988 och belönades med Daytime Emmy Award för bästa unga kvinnliga roll i en dramaserie. Hennes verkliga namn var Julie Anne Smith men på grund av Screen Actors Guilds regler var hon tvungen att byta namn och valde då Julie Moore (Moore var hennes fars mellannamn), vilket också var upptaget och därför valde hon Julianne Moore. 

## Skådespelare
Under 1990-talet började hon medverka i filmer som Benny & Joon, Handen som gungar vaggan och Jagad. Särskild uppmärksamhet fick hon för Robert Altmans Short Cuts där hon och resten av ensemblen vann en special-Golden Globe för bästa skådespelarensemble. Inom kort fick hon roller i större filmer som den romantiska komedin Nio månader, actionfilmen Dödligt möte och The Lost World: Jurassic Park. Hon tog också över rollen som Clarice Starling från När lammen tystnar, i uppföljaren Hannibal.
Boogie Nights gav Moore hennes första Oscarsnominering, i kategorin bästa kvinnliga biroll. Sin andra nominering fick hon två år senare i samma kategori för Slutet på historien och 2003 nominerades hon för Timmarna (bästa kvinnliga biroll) och Far from Heaven (bästa kvinnliga huvudroll). För den senare har hon vunnit flera andra priser.
År 2007 gjorde hon sin författardebut med barnboken Freckleface Strawberry som fick en uppföljare 2009, Freckleface Strawberry and the Dodgeball Bully. År 2011 publicerade hon den tredje boken, Freckleface Strawberry: Best Friends Forever.
År 2012 vann Moore en Emmy Award i kategorin Bästa kvinnliga huvudroll – Miniserie eller TV för sitt porträtt av politikern Sarah Palin i Game Change.
Hon vann priset för bästa kvinnliga skådespelare vid filmfestivalen i Cannes 2014 för sin roll i David Cronenbergs film Maps to the Stars. Vid Golden Globe-galan 2015 prisades Moore i kategorin Bästa kvinnliga huvudroll i en dramafilm för rollen som Dr. Alice Howland i Still Alice.

## Författare
Julianne More har skrivit den semi-självbiografiska barnboken Freckleface strawberry som handlar om en flicka med fräknar som lär sig att hon är annorlunda precis som alla andra. Under en granskning i februari 2025 plockades boken bort från skolor som drivs av det amerikanska försvarsdepartementet och tar emot barn till militäranställda, enligt en order från USA:s försvarsminister Pete Hagseth.

## Privatliv
Julianne Moore har varit tillsammans med regissören och producenten Bart Freundlich sedan 1996. De gifte sig 2003 och har tillsammans en son och en dotter.

## Filmografi i urval

### Film
| År   | Titel                                 | Roll                        | Notering       |
| ---- | ------------------------------------- | --------------------------- | -------------- |
| 1990 | Tales from the Darkside: The Movie    | Susan                       |                |
| 1992 | Handen som gungar vaggan              | Marlene Creven              |                |
| 1992 | Pistolen i Betty Lou's handväska      | Elinor                      |                |
| 1993 | Älska till döds                       | Sharon Dulaney              |                |
| 1993 | Jagad                                 | Dr. Anne Eastman            |                |
| 1993 | Short Cuts                            | Marian Wyman                |                |
| 1994 | Vanja på 42:a gatan                   | Yelena                      |                |
| 1995 | Nio månader                           | Rebecca Taylor              |                |
| 1995 | Dödligt möte                          | Anna / Electra              |                |
| 1996 | Min älskade Picasso                   | Dora Maar                   |                |
| 1997 | The Lost World: Jurassic Park         | Dr. Sarah Harding           |                |
| 1997 | Boogie Nights                         | Maggie / Amber Waves        |                |
| 1998 | The Big Lebowski                      | Maude Lebowski              |                |
| 1998 | Psycho                                | Lila Crane                  |                |
| 1999 | En idealisk äkta man                  | Mrs. Laura Cheveley         |                |
| 1999 | Slutet på historien                   | Sarah Miles                 |                |
| 1999 | Magnolia                              | Linda Partridge             |                |
| 2000 | Ladies Man                            | Audrey                      |                |
| 2001 | Hannibal                              | Clarice Starling            |                |
| 2001 | Evolution                             | Dr. Allison Reed            |                |
| 2001 | Sjöfartsnytt                          | Wavey Prowse                |                |
| 2002 | Far from Heaven                       | Cathy Whitaker              |                |
| 2002 | Timmarna                              | Laura Brown                 |                |
| 2004 | Marie and Bruce                       | Marie                       | Även producent |
| 2004 | Laws of Attraction                    | Audrey Woods                |                |
| 2004 | The Forgotten                         | Telly Paretta               |                |
| 2006 | Freedomland                           | Brenda Martin               |                |
| 2006 | Children of Men                       | Julian Taylor               |                |
| 2007 | Next                                  | Callie Ferris               |                |
| 2007 | I'm Not There                         | Alice Fabian                |                |
| 2008 | Eagle Eye                             | ARIIA (röst)                | okrediterad    |
| 2008 | Blindness                             | Doktorns fru                |                |
| 2009 | The Private Lives of Pippa Lee        | Kat                         |                |
| 2009 | En enda man                           | Charlotte "Charley" Roberts |                |
| 2009 | Chloe                                 | Catherine Stewart           |                |
| 2010 | The Kids Are All Right                | Jules Allgood               |                |
| 2010 | Shelter                               | Cara Harding                |                |
| 2011 | Crazy, Stupid, Love                   | Emily Weaver                |                |
| 2012 | Game Change                           | Sarah Palin                 |                |
| 2013 | Don Jon                               | Esther                      |                |
| 2013 | The English Teacher                   | Linda Sinclair              |                |
| 2013 | Carrie                                | Margaret White              |                |
| 2014 | Non-stop                              | Jen Summers                 |                |
| 2014 | Maps to the Stars                     | Havana Segrand              |                |
| 2014 | Still Alice                           | Dr. Alice Howland           |                |
| 2014 | The Hunger Games: Mockingjay - Part 1 | President Alma Coin         |                |
| 2014 | Seventh Son                           | Mother Malkin               |                |
| 2015 | Freeheld                              | Laurel Hester               |                |
| 2015 | The Hunger Games: Mockingjay - Part 2 | President Alma Coin         |                |
| 2017 | Suburbicon                            | Rose / Margret              |                |
| 2017 | Kingsman: The Golden Circle           | Popy Adams                  |                |
| 2018 | Gloria Bell                           | Gloria Bell                 |                |
| 2019 | After the Wedding                     | Theresa Young               |                |
| 2020 | The Glorias                           | Gloria Steinem              |                |
| 2021 | Kvinnan i fönstret                    | Katie / Jane Russell        |                |
| 2022 | When You Finish Saving the World      | Rachel Katz                 |                |
| 2023 | May December                          | Gracie Atherton-Yoo         |                |
| 2024 | Mary & George                         | grevinnan av Buckingham     |                |
| 2025 | Echo Valley                           | Kate Garrett                |                |

## Priser och utmärkelser
- National Board of Review Award for Best Supporting Actress, för En idealisk äkta man, Magnolia och A Map of the World,  1999[5]
- Volpipokalen för bästa kvinnliga skådespelare, för Far from Heaven,  8 september 2002[6]
- Silverbjörnen för bästa kvinnliga skådespelare, för Timmarna, med  Nicole Kidman och Meryl Streep,  16 februari 2003[7]
- Bästa kvinnliga skådespelare vid filmfestivalen i Cannes, för Maps to the Stars,  2004
- Hasty Pudding Woman of the Year,  2011
- Emmy Award för kvinnlig huvudroll i en miniserie eller film, för Game Change,  2012
- Sitgesfestivalens pris för bästa kvinnliga skådespelare, för Maps to the Stars,  2014
- BAFTA Award för bästa kvinnliga huvudrollsinnehavare, för Still Alice,  8 februari 2015[8]
- Oscar för bästa kvinnliga huvudroll, för Still Alice,  22 februari 2015[9]
- Stjärna på Hollywood Walk of Fame
- Daytime Emmy Award

[Redigera Wikidata]